# 鎌手村
鎌手村（かまでむら）は、島根県美濃郡にあった村。現在の益田市の一部にあたる。

## 地理
土田川、沖田川の下流域と海浜（日本海）に位置していた。
- 島嶼：高島[1]

## 歴史
- 1889年（明治22年）4月1日、町村制の施行により、美濃郡西平原村、土田村、金山村、木部村（一部、字赤雁を除く）が合併して村制施行し、鎌手村が発足[1][2]。
- 1955年（昭和30年）3月25日 - 益田市に編入され廃止[1][2]。

### 地名の由来
釜出の地名起源による。

## 産業
- 漁業、畳表[1]。

## 交通

### 鉄道
- 1923年（大正12年）- 国有鉄道山陰本線 鎌手駅開設[1]

## 教育
- 1904年（明治37年）- 西平原に鎌手小学校を開校[1]。
- 1947年（昭和22年）- 鎌手中学校開校[1]。